# КК Партизан сезона 2014/15.
КК Партизан сезона 2014/15  обухвата све резултате и остале информације везане за наступ Партизана у сезони 2014/15. и то у следећим такмичењима: Еврокуп, Јадранска лига, Суперлига Србије и Куп Радивоја Кораћа.

## Промене у саставу

### Дошли
| Датум               | Играч               | Претходни клуб       | Напомене               |
| ------------------- | ------------------- | -------------------- | ---------------------- |
| 1. август 2014.     | Андреја Милутиновић | Аполон Патра         | двогодишњи уговор      |
| 3. септембар 2014.  | Јанис Кузелоглу     | Мандулидис академија | четворогодишњи уговор  |
| 11. септембар 2014. | Едо Мурић           | Крка                 | трогодишњи уговор      |
| 10. октобар 2014.   | Лука Богдановић     | Турк Телеком         | краткорочни уговор     |
| 17. октобар 2014.   | Милан Мачван        | Галатасарај          | једногодишњи уговор    |
| 1. децембар 2014.   | Александар Павловић | без ангажмана        | уговор до краја сезоне |
| 9. фебруар 2015.    | Божо Ђумић          | Војводина Србијагас  | двоипогодишњи уговор   |
| 4. март 2015.       | Џош Акојон          | Фошан                | уговор до краја сезоне |

### Отишли
| 23. јун 2014.                | Жофре Ловерњ      | Химки           | — |
| 11. јул 2014.                | Богдан Богдановић | Фенербахче      | — |
| 17 јул 2014.                 | Лео Вестерман     | Барселона       | — |
| 19. јул 2014.                | Давис Бертанс     | Саски Басконија | — |
| август 2014.                 | Дејан Мусли       | Мега Лекс       | — |
| Одласци играча у току сезоне |                   |                 |   |
| новембар 2014.               | Ђоко Шалић        | Сутјеска        | — |
| 26. јануар 2015.             | Лука Богдановић   | Андора          | — |
| 3. фебруар 2015.             | Ђорђе Гагић       | Газијантеп      | — |
| 23. април 2015.              | Џош Акојон        | —               | — |

## Тим
Сви играчи који су наступали за клуб у сезони 2014/15.
| бр | бр | Позиција   | Националност              | Име                 | Напомене                                          |
| -- | -- | ---------- | ------------------------- | ------------------- | ------------------------------------------------- |
| 2  | 2  | плејмејкер | Сједињене Америчке Државе | Џош Акојон          | потписао уговор у марту, раскинуо уговор у априлу |
| 3  | 3  | крило      | Црна Гора                 | Александар Павловић | потписао уговор у новембру                        |
| 4  | 4  | бек        | Србија                    | Миленко Тепић       |                                                   |
| 5  | 5  | бек        | Србија                    | Петар Аранитовић    |                                                   |
| 7  | 7  | крило      | Грчка                     | Јанис Кузелоглу     |                                                   |
| 8  | 8  | крило      | Словенија                 | Едо Мурић           |                                                   |
| 9  | 9  | бек        | Србија                    | Вања Маринковић     |                                                   |
| 10 | 10 | плејмејкер | Француска                 | Борис Дало          |                                                   |
| 11 | 11 | центар     | Србија                    | Никола Милутинов    |                                                   |
| 12 | 12 | бек        | Србија                    | Драган Милосављевић |                                                   |
| 13 | 13 | кр. центар | Србија                    | Милан Мачван        | потписао уговор у октобру                         |
| 14 | 14 | центар     | Србија                    | Божо Ђумић          | потписао уговор у фебруару                        |
| 14 | 14 | центар     | Србија                    | Ђорђе Гагић         | раскинуо уговор у фебруару                        |
| 21 | 21 | крило      | Србија                    | Михајло Андрић      |                                                   |
| 22 | 22 | бек        | Србија                    | Андреја Милутиновић |                                                   |
| 24 | 24 | крило      | Србија                    | Милош Глишић        |                                                   |
| 33 | 33 | кр. центар | Србија                    | Немања Безбрадица   |                                                   |
| 35 | 35 | кр. центар | Србија                    | Лука Богдановић     | крајем јануара отишао у Андору                    |
| 55 | 55 | центар     | Србија                    | Ђоко Шалић          | раскинуо уговор у новембру                        |

## Јадранска лига
Партизан је у регуларном делу Јадранске лиге забележио 18 победа и осам пораза, што му је донело четврто место и пласман у доигравање. У полуфиналој серији Партизан је поражен од Црвене звезде укупним резултатом 3:1.

### Резултати
| 4. октобар 2014 18:00 | Извештај | Солнок Олај                                                  | 55 : 60 | Партизан                       | Tiszaligeti Sportcsarnok Солнок, Мађарска Гледаоци: 1.500 Судије: Срђан Дожаи (ХРВ), Сашо Петек (СЛО), Борис Крејић (СЛО). |  |
| 4. октобар 2014 18:00 | Извештај | Четвртине: 11-10, 14-19, 12-15, 18-16                        |         |                                | Tiszaligeti Sportcsarnok Солнок, Мађарска Гледаоци: 1.500 Судије: Срђан Дожаи (ХРВ), Сашо Петек (СЛО), Борис Крејић (СЛО). |  |
| 4. октобар 2014 18:00 | Извештај | Поени: Војвода 18 Скокови: Војвода 10 Асистенције: Војвода 4 |         | Тепић, Андрић 13 Дало 9 Дало 5 | Tiszaligeti Sportcsarnok Солнок, Мађарска Гледаоци: 1.500 Судије: Срђан Дожаи (ХРВ), Сашо Петек (СЛО), Борис Крејић (СЛО). |  |

| 8. октобар 2014 20:00 | Извештај | Партизан                                                       | 64 : 68 | Крка                              | Хала Пионир Београд, Србија Гледаоци: 6.500 Судије: Сретен Радовић (ХРВ), Томислав Хордов (ХРВ), Никола Перлић (ХРВ). |  |
| 8. октобар 2014 20:00 | Извештај | Четвртине: 15-17, 16-14, 18-20, 15-17                          |         |                                   | Хала Пионир Београд, Србија Гледаоци: 6.500 Судије: Сретен Радовић (ХРВ), Томислав Хордов (ХРВ), Никола Перлић (ХРВ). |  |
| 8. октобар 2014 20:00 | Извештај | Поени: Мурић 22 Скокови: Милутинов 10 Асистенције: Милутинов 3 |         | Армстед 26 Букер 12 Хукић, Ројц 3 | Хала Пионир Београд, Србија Гледаоци: 6.500 Судије: Сретен Радовић (ХРВ), Томислав Хордов (ХРВ), Никола Перлић (ХРВ). |  |

| 11. октобар 2014 19:00 | Извештај | Цедевита                                               | 70 : 50 | Партизан                              | Дом спортова Загреб, Хрватска Гледаоци: 1.917 Судије: Саша Пукл (СЛО), Дамир Јавор (СЛО), Марио Мајкић (СЛО). |  |
| 11. октобар 2014 19:00 | Извештај | Четвртине: 17-13, 12-11, 17-11, 24-15                  |         |                                       | Дом спортова Загреб, Хрватска Гледаоци: 1.917 Судије: Саша Пукл (СЛО), Дамир Јавор (СЛО), Марио Мајкић (СЛО). |  |
| 11. октобар 2014 19:00 | Извештај | Поени: Билан 13 Скокови: Билан 9 Асистенције: Гордић 6 |         | Мурић, Гагић 10 Богдановић 7 Андрић 3 | Дом спортова Загреб, Хрватска Гледаоци: 1.917 Судије: Саша Пукл (СЛО), Дамир Јавор (СЛО), Марио Мајкић (СЛО). |  |

| 19. октобар 2014 17:00 | Извештај | Унион Олимпија                                                | 87 : 58 | Партизан                  | Арена Стожице Љубљана, Словенија Гледаоци: 4.000 Судије: Сретен Радовић (ХРВ), Синиша Херцег (ХРВ), Томислав Вовк (ХРВ). |  |
| 19. октобар 2014 17:00 | Извештај | Четвртине: 22-18, 23-15, 17-12, 25-13                         |         |                           | Арена Стожице Љубљана, Словенија Гледаоци: 4.000 Судије: Сретен Радовић (ХРВ), Синиша Херцег (ХРВ), Томислав Вовк (ХРВ). |  |
| 19. октобар 2014 17:00 | Извештај | Поени: Махковић 19 Скокови: Хроват 7 Асистенције: Мариновић 8 |         | Мурић 17 Гагић 10 Мурић 5 | Арена Стожице Љубљана, Словенија Гледаоци: 4.000 Судије: Сретен Радовић (ХРВ), Синиша Херцег (ХРВ), Томислав Вовк (ХРВ). |  |

| 25. октобар 2014 19:00 | Извештај | Партизан                                                | 84 : 77 | Металац                                    | Хала Пионир Београд, Србија Гледаоци: 2.500 Судије: Миливоје Јовчић (СРБ), Радомир Војиновић (ЦГ), Марко Јурас (СРБ). |  |
| 25. октобар 2014 19:00 | Извештај | Четвртине: 12-23, 22-22, 25-12, 25-20                   |         |                                            | Хала Пионир Београд, Србија Гледаоци: 2.500 Судије: Миливоје Јовчић (СРБ), Радомир Војиновић (ЦГ), Марко Јурас (СРБ). |  |
| 25. октобар 2014 19:00 | Извештај | Поени: Андрић 18 Скокови: Гагић 10 Асистенције: Тепић 5 |         | Кутлешић, Тодоровић 12 Јошило 7 Љубичић 12 | Хала Пионир Београд, Србија Гледаоци: 2.500 Судије: Миливоје Јовчић (СРБ), Радомир Војиновић (ЦГ), Марко Јурас (СРБ). |  |

| 2. новембар 2014 19:00 | Извештај | Игокеа                                                     | 83 : 77 | Партизан                      | Спортска дворана Лакташи Лакташи, Босна и Херцеговина Гледаоци: 3.000 Судије: Саша Пукл (СЛО), Радомир Војиновић (ЦГ), Игор Драгојевић (ЦГ). |  |
| 2. новембар 2014 19:00 | Извештај | Четвртине: 17-17, 22-15, 24-23, 20-22                      |         |                               | Спортска дворана Лакташи Лакташи, Босна и Херцеговина Гледаоци: 3.000 Судије: Саша Пукл (СЛО), Радомир Војиновић (ЦГ), Игор Драгојевић (ЦГ). |  |
| 2. новембар 2014 19:00 | Извештај | Поени: Торлак 17 Скокови: Бунић 10 Асистенције: Дреновац 4 |         | Мурић 18 Богдановић 8 Тепић 4 | Спортска дворана Лакташи Лакташи, Босна и Херцеговина Гледаоци: 3.000 Судије: Саша Пукл (СЛО), Радомир Војиновић (ЦГ), Игор Драгојевић (ЦГ). |  |

| 8. новембар 2014 21:00 | Извештај | Партизан                                                       | 65 : 50 | МЗТ Скопље                            | Хала Пионир Београд, Србија Гледаоци: 4.500 Судије: Матеј Болтаузер (СЛО), Сашо Петек (СЛО), Борис Крејић (СЛО). |  |
| 8. новембар 2014 21:00 | Извештај | Четвртине: 11-15, 18-14, 21-11, 15-10                          |         |                                       | Хала Пионир Београд, Србија Гледаоци: 4.500 Судије: Матеј Болтаузер (СЛО), Сашо Петек (СЛО), Борис Крејић (СЛО). |  |
| 8. новембар 2014 21:00 | Извештај | Поени: Маринковић 20 Скокови: Милутинов 11 Асистенције: Дало 4 |         | Стојановски 10 Класен 7 Стојановски 3 | Хала Пионир Београд, Србија Гледаоци: 4.500 Судије: Матеј Болтаузер (СЛО), Сашо Петек (СЛО), Борис Крејић (СЛО). |  |

| 15. новембар 2014 18:00 | Извештај | Левски Софија                                                        | 66 : 98 | Партизан                                        | Universiada Hall Софија, Бугарска Гледаоци: 3.000 Судије: Радомир Војиновић (ЦГ), Милош Кољеншић (ЦГ), Владан Сундић (ЦГ). |  |
| 15. новембар 2014 18:00 | Извештај | Четвртине: 14-21, 16-19, 23-28, 13-30                                |         |                                                 | Universiada Hall Софија, Бугарска Гледаоци: 3.000 Судије: Радомир Војиновић (ЦГ), Милош Кољеншић (ЦГ), Владан Сундић (ЦГ). |  |
| 15. новембар 2014 18:00 | Извештај | Поени: Иванов 20 Скокови: Маринов, Димитров 4 Асистенције: Маринов 8 |         | Милутинов 21 Милутинов 10 Мачван, Милутиновић 5 | Universiada Hall Софија, Бугарска Гледаоци: 3.000 Судије: Радомир Војиновић (ЦГ), Милош Кољеншић (ЦГ), Владан Сундић (ЦГ). |  |

| 23. новембар 2014 19:00 | Извештај | Партизан                                                               | 73 : 64 | Цибона                                               | Хала Пионир Београд, Србија Гледаоци: 6.000 Судије: Саша Пукл (СЛО), Дамир Јавор (СЛО), Марко Вучковић (СЛО). |  |
| 23. новембар 2014 19:00 | Извештај | Четвртине: 24-16, 21-14, 16-20, 12-14                                  |         |                                                      | Хала Пионир Београд, Србија Гледаоци: 6.000 Судије: Саша Пукл (СЛО), Дамир Јавор (СЛО), Марко Вучковић (СЛО). |  |
| 23. новембар 2014 19:00 | Извештај | Поени: Милутинов 18 Скокови: Милутинов 10 Асистенције: Мурић, Мачван 4 |         | Розић, Блесингејм, Илијевски 14 Розић 7 Блесингејм 5 | Хала Пионир Београд, Србија Гледаоци: 6.000 Судије: Саша Пукл (СЛО), Дамир Јавор (СЛО), Марко Вучковић (СЛО). |  |

| 30. новембар 2014 19:00 | Извештај | Црвена звезда                                                 | 76 : 67 | Партизан                                   | Хала Пионир Београд, Србија Гледаоци: 4.610 Судије: Срђан Дожаи (ХРВ), Синиша Херцег (ХРВ), Томислав Хордов (ХРВ). |  |
| 30. новембар 2014 19:00 | Извештај | Четвртине: 19-14, 19-8, 19-14, 19-31                          |         |                                            | Хала Пионир Београд, Србија Гледаоци: 4.610 Судије: Срђан Дожаи (ХРВ), Синиша Херцег (ХРВ), Томислав Хордов (ХРВ). |  |
| 30. новембар 2014 19:00 | Извештај | Поени: Лазић 15 Скокови: Марјановић 8 Асистенције: Вилијамс 5 |         | Мачван 20 Милутинов 9 Мачван, Маринковић 3 | Хала Пионир Београд, Србија Гледаоци: 4.610 Судије: Срђан Дожаи (ХРВ), Синиша Херцег (ХРВ), Томислав Хордов (ХРВ). |  |

| 7. децембар 2014 19:00 | Извештај | Партизан                                                               | 89 : 80 | Мега Лекс                    | Хала Пионир Београд, Србија Гледаоци: 5.500 Судије: Илија Белошевић (СРБ), Радомир Војиновић (ЦГ), Здравко Рутешић (ЦГ). |  |
| 7. децембар 2014 19:00 | Извештај | Четвртине: 18-14, 25-19, 16-26, 30-21                                  |         |                              | Хала Пионир Београд, Србија Гледаоци: 5.500 Судије: Илија Белошевић (СРБ), Радомир Војиновић (ЦГ), Здравко Рутешић (ЦГ). |  |
| 7. децембар 2014 19:00 | Извештај | Поени: Павловић 26 Скокови: Милутинов, Мачван 11 Асистенције: Мачван 6 |         | Бојић 22 Бојић 7 Миљеновић 5 | Хала Пионир Београд, Србија Гледаоци: 5.500 Судије: Илија Белошевић (СРБ), Радомир Војиновић (ЦГ), Здравко Рутешић (ЦГ). |  |

| 13. децембар 2014 19:00 | Извештај | Задар                                                     | 69 : 68 | Партизан                                    | Дворана Крешимир Ћосић Задар, Хрватска Гледаоци: 4.000 Судије: Саша Пукл (СЛО), Петар Обрадовић (БИХ), Милош Кољеншић (ЦГ). |  |
| 13. децембар 2014 19:00 | Извештај | Четвртине: 15-12, 19-15, 16-15, 19-26                     |         |                                             | Дворана Крешимир Ћосић Задар, Хрватска Гледаоци: 4.000 Судије: Саша Пукл (СЛО), Петар Обрадовић (БИХ), Милош Кољеншић (ЦГ). |  |
| 13. децембар 2014 19:00 | Извештај | Поени: Флоренс 25 Скокови: Собин 8 Асистенције: Флоренс 4 |         | Мачван 14 Мачван 13 Павловић, Дало, Тепић 2 | Дворана Крешимир Ћосић Задар, Хрватска Гледаоци: 4.000 Судије: Саша Пукл (СЛО), Петар Обрадовић (БИХ), Милош Кољеншић (ЦГ). |  |

| 21. децембар 2014 19:00 | Извештај | Партизан                                                      | 61 : 72 | Будућност                   | Хала Пионир Београд, Србија Гледаоци: 6.500 Судије: Сретен Радовић (ХРВ), Матеј Болтаузер (СЛО), Томислав Вовк (ХРВ). |  |
| 21. децембар 2014 19:00 | Извештај | Четвртине: 16-19, 10-20, 14-8, 21-25                          |         |                             | Хала Пионир Београд, Србија Гледаоци: 6.500 Судије: Сретен Радовић (ХРВ), Матеј Болтаузер (СЛО), Томислав Вовк (ХРВ). |  |
| 21. децембар 2014 19:00 | Извештај | Поени: Милосављевић 14 Скокови: Мачван 7 Асистенције: Тепић 4 |         | Шеховић 18 Шеховић 15 Кук 7 | Хала Пионир Београд, Србија Гледаоци: 6.500 Судије: Сретен Радовић (ХРВ), Матеј Болтаузер (СЛО), Томислав Вовк (ХРВ). |  |

| 23. децембар 2014 20:00 | Извештај | Партизан                                                         | 62 : 55 | Солнок Олај              | Хала Пионир Београд, Србија Гледаоци: 4.500 Судије: Томислав Хордов (ХРВ), Сашо Петек (СЛО), Марио Мајкић (СЛО). |  |
| 23. децембар 2014 20:00 | Извештај | Четвртине: 16-12, 13-18, 17-14, 16-11                            |         |                          | Хала Пионир Београд, Србија Гледаоци: 4.500 Судије: Томислав Хордов (ХРВ), Сашо Петек (СЛО), Марио Мајкић (СЛО). |  |
| 23. децембар 2014 20:00 | Извештај | Поени: Павловић 13 Скокови: Милутинов 16 Асистенције: Павловић 4 |         | Џоунс 25 Келер 8 Џоунс 4 | Хала Пионир Београд, Србија Гледаоци: 4.500 Судије: Томислав Хордов (ХРВ), Сашо Петек (СЛО), Марио Мајкић (СЛО). |  |

| 27. децембар 2014 21:00 | Извештај | Крка                                                      | 72 : 78 | Партизан                    | Хала Леон Штукељ Ново Место, Словенија Гледаоци: 1.400 Судије: Сретен Радовић (ХРВ), Синиша Херцег (ХРВ), Алфред Јововић (ХРВ). |  |
| 27. децембар 2014 21:00 | Извештај | Четвртине: 17-21, 15-17, 20-23, 20-17                     |         |                             | Хала Леон Штукељ Ново Место, Словенија Гледаоци: 1.400 Судије: Сретен Радовић (ХРВ), Синиша Херцег (ХРВ), Алфред Јововић (ХРВ). |  |
| 27. децембар 2014 21:00 | Извештај | Поени: Армстед 18 Скокови: Букер 7 Асистенције: Армстед 6 |         | Мачван 24 Мачван 8 Мачван 6 | Хала Леон Штукељ Ново Место, Словенија Гледаоци: 1.400 Судије: Сретен Радовић (ХРВ), Синиша Херцег (ХРВ), Алфред Јововић (ХРВ). |  |

| 4. јануар 2015 17:00 | Извештај | Партизан                                                    | 76 : 64 | Цедевита                           | Хала Пионир Београд, Србија Гледаоци: 7.000 Судије: Саша Пукл (СЛО), Матеј Болтаузер (СЛО), Сашо Петек (СЛО). |  |
| 4. јануар 2015 17:00 | Извештај | Четвртине: 16-7, 23-17, 21-20, 16-20                        |         |                                    | Хала Пионир Београд, Србија Гледаоци: 7.000 Судије: Саша Пукл (СЛО), Матеј Болтаузер (СЛО), Сашо Петек (СЛО). |  |
| 4. јануар 2015 17:00 | Извештај | Поени: Павловић 19 Скокови: Мачван 11 Асистенције: Мачван 5 |         | Миро Билан 20 Миро Билан 12 Укић 4 | Хала Пионир Београд, Србија Гледаоци: 7.000 Судије: Саша Пукл (СЛО), Матеј Болтаузер (СЛО), Сашо Петек (СЛО). |  |

| 10. јануар 2015 21:00 | Извштај | Партизан                                                     | 81 : 74 | Унион Олимпија                    | Хала Пионир Београд, Србија Гледаоци: 7.000 Судије: Срђан Дожаи (ХРВ), Томислав Хордов (ХРВ), Александар Милојевић (МКД). |  |
| 10. јануар 2015 21:00 | Извштај | Четвртине: 24-22, 14-17, 16-11, 27-24                        |         |                                   | Хала Пионир Београд, Србија Гледаоци: 7.000 Судије: Срђан Дожаи (ХРВ), Томислав Хордов (ХРВ), Александар Милојевић (МКД). |  |
| 10. јануар 2015 21:00 | Извштај | Поени: Мачван 21 Скокови: Милутинов 12 Асистенције: Андрић 6 |         | Мариновић 14 Мурић 10 Мариновић 7 | Хала Пионир Београд, Србија Гледаоци: 7.000 Судије: Срђан Дожаи (ХРВ), Томислав Хордов (ХРВ), Александар Милојевић (МКД). |  |

| 17. јануар 2015 19:00 | Извештај | Металац                                                     | 72 : 83 | Партизан                                          | Хала спортова у Ваљеву Ваљево, Србија Гледаоци: 2.000 Судије: Сретен Радовић (ХРВ), Сашо Петек (ХРВ), Томислав Вовк (ХРВ). |  |
| 17. јануар 2015 19:00 | Извештај | Четвртине: 17-25, 21-20, 22-18, 12-20                       |         |                                                   | Хала спортова у Ваљеву Ваљево, Србија Гледаоци: 2.000 Судије: Сретен Радовић (ХРВ), Сашо Петек (ХРВ), Томислав Вовк (ХРВ). |  |
| 17. јануар 2015 19:00 | Извештај | Поени: Љубичић 19 Скокови: Љубичић 5 Асистенције: Љубичић 5 |         | Мачван 15 Милутинов, Павловић 8 Павловић, Тепић 4 | Хала спортова у Ваљеву Ваљево, Србија Гледаоци: 2.000 Судије: Сретен Радовић (ХРВ), Сашо Петек (ХРВ), Томислав Вовк (ХРВ). |  |

| 24. јануар 2015 21:00 | Извештај | Партизан                                                                 | 74 : 65 | Игокеа                      | Хала Пионир Београд, Србија Гледаоци: 7.000 Судије: Синиша Херцег (ХРВ), Јосип Радојковић (ХРВ), Тамаш Бенцур (МАЂ) |  |
| 24. јануар 2015 21:00 | Извештај | Четвртине: 21-13, 17-15, 19-21, 17-16                                    |         |                             | Хала Пионир Београд, Србија Гледаоци: 7.000 Судије: Синиша Херцег (ХРВ), Јосип Радојковић (ХРВ), Тамаш Бенцур (МАЂ) |  |
| 24. јануар 2015 21:00 | Извештај | Поени: Мачван, Милосављевић 13 Скокови: Милутинов 9 Асистенције: Мурић 4 |         | Чакаревић 18 Бунић 7 Џонс 7 | Хала Пионир Београд, Србија Гледаоци: 7.000 Судије: Синиша Херцег (ХРВ), Јосип Радојковић (ХРВ), Тамаш Бенцур (МАЂ) |  |

| 31. јануар 2015 21:00 | Извештај | МЗТ Скопље                                                       | 55 : 63 | Партизан                         | Спортска хала Јане Сандански Скопље, Република Македонија Гледаоци: 5.123 Судије: Сашо Петек (СЛО), Марио Мајкић (СЛО), Борис Крејић (СЛО) |  |
| 31. јануар 2015 21:00 | Извештај | Четвртине: 19-24, 11-14, 19-10, 6-15                             |         |                                  | Спортска хала Јане Сандански Скопље, Република Македонија Гледаоци: 5.123 Судије: Сашо Петек (СЛО), Марио Мајкић (СЛО), Борис Крејић (СЛО) |  |
| 31. јануар 2015 21:00 | Извештај | Поени: Шеховић 19 Скокови: Самарџиски 8 Асистенције: Цветковић 4 |         | Павловић 13 Мачван 7 Милутинов 3 | Спортска хала Јане Сандански Скопље, Република Македонија Гледаоци: 5.123 Судије: Сашо Петек (СЛО), Марио Мајкић (СЛО), Борис Крејић (СЛО) |  |

| 9. фебруар 2015 18:00 | Извештај | Партизан                                                                               | 94 : 66 | Левски Софија                      | Хала Пионир Београд, Србија Гледаоци: 6.500 Судије: Срђан Дожаи (СЛО), Александар Милојевић (МКД), Тамаш Бенцур (МАЂ) |  |
| 9. фебруар 2015 18:00 | Извештај | Четвртине: 22-22, 24-17, 22-19, 26-8                                                   |         |                                    | Хала Пионир Београд, Србија Гледаоци: 6.500 Судије: Срђан Дожаи (СЛО), Александар Милојевић (МКД), Тамаш Бенцур (МАЂ) |  |
| 9. фебруар 2015 18:00 | Извештај | Поени: Мурић 15 Скокови: Маринковић 8 Асистенције: Тепић, Дало, Мачван, Милосављевић 3 |         | Виденов 25 Ангуелов 4 Карамфилов 4 | Хала Пионир Београд, Србија Гледаоци: 6.500 Судије: Срђан Дожаи (СЛО), Александар Милојевић (МКД), Тамаш Бенцур (МАЂ) |  |

| 15. фебруар 2015 19:00 | Извештај | Цибона                                                | 64 : 81 | Партизан                                      | Кошаркашки центар Дражен Петровић Загреб, Хрватска Гледаоци: 1.500 Судије: Саша Пукл (СЛО), Марио Мајкић (СЛО), Борис Крејић (СЛО) |  |
| 15. фебруар 2015 19:00 | Извештај | Четвртине: 21-25, 7-25, 13-18, 23-13                  |         |                                               | Кошаркашки центар Дражен Петровић Загреб, Хрватска Гледаоци: 1.500 Судије: Саша Пукл (СЛО), Марио Мајкић (СЛО), Борис Крејић (СЛО) |  |
| 15. фебруар 2015 19:00 | Извештај | Поени: Жижић 17 Скокови: Жижић 8 Асистенције: Мавра 5 |         | Павловић 17 Мурић, Милутинов 8 Милосављевић 5 | Кошаркашки центар Дражен Петровић Загреб, Хрватска Гледаоци: 1.500 Судије: Саша Пукл (СЛО), Марио Мајкић (СЛО), Борис Крејић (СЛО) |  |

| 1. март 2015 19:00 | Извештај | Партизан                                                                 | 77 : 63 | Црвена звезда                   | Хала Пионир Београд, Србија Гледаоци: 6.500 Судије: Саша Пукл (СЛО), Сретен Радовић (ХРВ), Матеј Болтаузер (СЛО) |  |
| 1. март 2015 19:00 | Извештај | Четвртине: 15-17, 23-16, 21-8, 18-22                                     |         |                                 | Хала Пионир Београд, Србија Гледаоци: 6.500 Судије: Саша Пукл (СЛО), Сретен Радовић (ХРВ), Матеј Болтаузер (СЛО) |  |
| 1. март 2015 19:00 | Извештај | Поени: Павловић 19 Скокови: Мачван 10 Асистенције: Павловић, Милутинов 3 |         | Џенкис 20 Вилијамс 5 Вилијамс 4 | Хала Пионир Београд, Србија Гледаоци: 6.500 Судије: Саша Пукл (СЛО), Сретен Радовић (ХРВ), Матеј Болтаузер (СЛО) |  |

| 9. март 2015 20:30 | Извештај | Мега Лекс                                                  | 73 : 75 | Партизан                          | Спортска хала Пинки Сремска Митровица, Србија Гледаоци: 2.500 Судије: Синиша Херцег (ХРВ), Милија Војиновић (СРБ), Игор Митровски (МКД) |  |
| 9. март 2015 20:30 | Извештај | Четвртине: 17-25, 17-16, 12-13, 27-21                      |         |                                   | Спортска хала Пинки Сремска Митровица, Србија Гледаоци: 2.500 Судије: Синиша Херцег (ХРВ), Милија Војиновић (СРБ), Игор Митровски (МКД) |  |
| 9. март 2015 20:30 | Извештај | Поени: Кешељ 23 Скокови: Мусли 10 Асистенције: Миљеновић 7 |         | Мачван 23 Мачван 9 Милосављевић 4 | Спортска хала Пинки Сремска Митровица, Србија Гледаоци: 2.500 Судије: Синиша Херцег (ХРВ), Милија Војиновић (СРБ), Игор Митровски (МКД) |  |

| 15. март 2015 17:00 | Извештај | Партизан                                                  | 87 : 53 | Задар                              | Хала Пионир Београд, Србија Гледаоци: 7.000 Судије: Дамир Јавор (СЛО), Сашо Петек (СЛО), Борис Крејић (СЛО) |  |
| 15. март 2015 17:00 | Извештај | Четвртине: 15-20, 21-8, 23-11, 28-14                      |         |                                    | Хала Пионир Београд, Србија Гледаоци: 7.000 Судије: Дамир Јавор (СЛО), Сашо Петек (СЛО), Борис Крејић (СЛО) |  |
| 15. март 2015 17:00 | Извештај | Поени: Акојон 16 Скокови: Мачван 10 Асистенције: Мачван 4 |         | Собин 16 Собин, Иванов 6 Сегарић 4 | Хала Пионир Београд, Србија Гледаоци: 7.000 Судије: Дамир Јавор (СЛО), Сашо Петек (СЛО), Борис Крејић (СЛО) |  |

| 22. март 2015 19:00 | Извештај | Будућност                                                       | 85 : 79 | Партизан                                     | Спортски центар Морача Подгорица, Црна Гора Гледаоци: 5.100 Судије: Саша Пукл (СЛО), Срђан Дожаи (СЛО), Дамир Јавор (СЛО) |  |
| 22. март 2015 19:00 | Извештај | Четвртине: 19-24, 24-20, 23-25, 19-10                           |         |                                              | Спортски центар Морача Подгорица, Црна Гора Гледаоци: 5.100 Судије: Саша Пукл (СЛО), Срђан Дожаи (СЛО), Дамир Јавор (СЛО) |  |
| 22. март 2015 19:00 | Извештај | Поени: Рејнолдс 24 Скокови: Планинић 10 Асистенције: Рејнолдс 5 |         | Павловић, Мурић 16 Мачван 9 Мачван, Акојон 3 | Спортски центар Морача Подгорица, Црна Гора Гледаоци: 5.100 Судије: Саша Пукл (СЛО), Срђан Дожаи (СЛО), Дамир Јавор (СЛО) |  |

### Табела
|    | Тим                   | Игр. | Поб. | Изг. | П+   | П-   | П+/- | Бод |
| -- | --------------------- | ---- | ---- | ---- | ---- | ---- | ---- | --- |
| 1  | Црвена звезда Телеком | 26   | 24   | 2    | 2147 | 1790 | +357 | 50  |
| 2  | Будућност ВОЛИ        | 26   | 19   | 7    | 1993 | 1816 | +177 | 45  |
| 3  | Цедевита              | 26   | 18   | 8    | 2004 | 1838 | +166 | 44  |
| 4  | Партизан НИС          | 26   | 18   | 8    | 1924 | 1778 | +146 | 44  |
| 5  | Унион Олимпија        | 26   | 15   | 11   | 1952 | 1849 | +103 | 41  |
| 6  | Металац Фармаком      | 26   | 13   | 13   | 1852 | 1936 | -84  | 39  |
| 7  | Солнок Олај           | 26   | 12   | 14   | 1863 | 1922 | -59  | 38  |
| 8  | Задар                 | 26   | 12   | 14   | 1861 | 1931 | -70  | 38  |
| 9  | Крка                  | 26   | 12   | 14   | 1894 | 1877 | +17  | 38  |
| 10 | Мега Лекс             | 26   | 11   | 15   | 2148 | 2148 | 0    | 37  |
| 11 | Цибона                | 26   | 10   | 16   | 1934 | 2033 | -99  | 36  |
| 12 | Игокеа                | 26   | 9    | 17   | 1866 | 1912 | -46  | 34  |
| 13 | МЗТ Скопље Аеродром   | 26   | 7    | 19   | 1775 | 1938 | -163 | 33  |
| 14 | Левски Софија (-1)    | 25   | 2    | 23   | 1629 | 2058 | -429 | 26  |

Легенда:

### Плеј-оф

#### Полуфинале
| 14. април 2015 21:00 | Извештај | Црвена звезда Телеком                                                    | 73 : 64 | Партизан                     | Хала Пионир Београд, Србија Гледаоци: 5.932 Судије: Сретен Радовић (ХРВ), Миливоје Јовчић (СРБ), Дамир Јавор (СЛО) |  |
| 14. април 2015 21:00 | Извештај | Четвртине: 24-13, 14-18, 17-21, 18-12                                    |         |                              | Хала Пионир Београд, Србија Гледаоци: 5.932 Судије: Сретен Радовић (ХРВ), Миливоје Јовчић (СРБ), Дамир Јавор (СЛО) |  |
| 14. април 2015 21:00 | Извештај | Поени: Џенкинс 19 Скокови: Марјановић 9 Асистенције: Вилијамс, Калинић 3 |         | Мачван 12 Мачван 12 Мачван 5 | Хала Пионир Београд, Србија Гледаоци: 5.932 Судије: Сретен Радовић (ХРВ), Миливоје Јовчић (СРБ), Дамир Јавор (СЛО) |  |

| 15. април 2015 21:00 | Извештај | Црвена звезда Телеком                                           | 68 : 70 | Партизан                        | Хала Пионир Београд, Србија Гледаоци: 5.983 Судије: Матеј Болтаузер (СЛО), Срђан Дожаи (ХРВ), Синиша Херцег (ХРВ) |  |
| 15. април 2015 21:00 | Извештај | Четвртине: 17-22, 18-20, 13-16, 20-12                           |         |                                 | Хала Пионир Београд, Србија Гледаоци: 5.983 Судије: Матеј Болтаузер (СЛО), Срђан Дожаи (ХРВ), Синиша Херцег (ХРВ) |  |
| 15. април 2015 21:00 | Извештај | Поени: Џенкинс 19 Скокови: Марјановић 8 Асистенције: Вилијамс 3 |         | Мачван 14 Мачван 17 Милутинов 4 | Хала Пионир Београд, Србија Гледаоци: 5.983 Судије: Матеј Болтаузер (СЛО), Срђан Дожаи (ХРВ), Синиша Херцег (ХРВ) |  |

| 18. април 2015 21:00 | Извештај | Партизан                                                      | 85 : 95 | Црвена звезда Телеком            | Хала Пионир Београд, Србија Гледаоци: 7.000 Судије: Илија Белошевић (СРБ), Сретен Радовић (ХРВ), Дамир Јавор (СЛО) |  |
| 18. април 2015 21:00 | Извештај | Четвртине: 20-26, 24-25, 18-22, 23-22                         |         |                                  | Хала Пионир Београд, Србија Гледаоци: 7.000 Судије: Илија Белошевић (СРБ), Сретен Радовић (ХРВ), Дамир Јавор (СЛО) |  |
| 18. април 2015 21:00 | Извештај | Поени: Милосављевић 23 Скокови: Мачван 5 Асистенције: Тепић 3 |         | Калинић 25 Митровић 9 Митровић 5 | Хала Пионир Београд, Србија Гледаоци: 7.000 Судије: Илија Белошевић (СРБ), Сретен Радовић (ХРВ), Дамир Јавор (СЛО) |  |

| 19. април 2015 21:00 | Извештај | Партизан                                                                | 73 : 81 | Црвена звезда Телеком                                         | Хала Пионир Београд, Србија Гледаоци: 7.000 Судије: Саша Пукл (СЛО), Сашо Петек (СЛО), Томислав Хордов (ХРВ) |  |
| 19. април 2015 21:00 | Извештај | Четвртине: 24-22, 12-16, 22-26, 15-17                                   |         |                                                               | Хала Пионир Београд, Србија Гледаоци: 7.000 Судије: Саша Пукл (СЛО), Сашо Петек (СЛО), Томислав Хордов (ХРВ) |  |
| 19. април 2015 21:00 | Извештај | Поени: Мурић 25 Скокови: Милутинов 8 Асистенције: Милосављевић, Мурић 3 |         | Џенкинс, Вилијамс 19 Марјановић 14 Џенкинс, Митровић, Јовић 3 | Хала Пионир Београд, Србија Гледаоци: 7.000 Судије: Саша Пукл (СЛО), Сашо Петек (СЛО), Томислав Хордов (ХРВ) |  |

## Еврокуп
Партизан је у Еврокупу елиминисан већ у првој фази такмичења, након што је заузео претпоследње место у својој групи. Црно-бели су на 10 утакмица забележили три победе и седам пораза.

### Група Е

#### Резултати
| 15. октобар 2014 18:30 | Извештај | Лијетувос ритас                                                                      | 92 : 65 | Партизан                                | Арена Лијетувос ритас Виљнус, Литванија Гледаоци: 2.140 |  |
| 15. октобар 2014 18:30 | Извештај | Четвртине: 30-21, 17-8, 23-25, 22-11                                                 |         |                                         | Арена Лијетувос ритас Виљнус, Литванија Гледаоци: 2.140 |  |
| 15. октобар 2014 18:30 | Извештај | Поени: Лесли, Лукаускис 18 Скокови: Лесли 10 Асистенције: Гецевичијус, Јушкевичиус 6 |         | Гагић, Милутинов 12 Тепић 6 Милутинов 4 | Арена Лијетувос ритас Виљнус, Литванија Гледаоци: 2.140 |  |

| 22. октобар 2014 18:00 | Ивештај | Партизан                                                 | 61 : 77 | Банвит                                      | Хала Пионир Београд, Србија Гледаоци: 4.500 |  |
| 22. октобар 2014 18:00 | Ивештај | Четвртине: 18-19, 21-29, 11-14, 11-15                    |         |                                             | Хала Пионир Београд, Србија Гледаоци: 4.500 |  |
| 22. октобар 2014 18:00 | Ивештај | Поени: Мачван 15 Скокови: Мачван 7 Асистенције: Мачван 5 |         | Драгичевић 20 Веременко, Мехија 6 Роуленд 7 | Хала Пионир Београд, Србија Гледаоци: 4.500 |  |

| 29. октобар 2014 18:30 | Ивештај | Хапоел                                                             | 82 : 79 | Партизан                 | Јерусалим Арена Јерусалим, Израел Гледаоци: 4.000 |  |
| 29. октобар 2014 18:30 | Ивештај | Четвртине: 18-20, 24-26, 14-20, 26-13                              |         |                          | Јерусалим Арена Јерусалим, Израел Гледаоци: 4.000 |  |
| 29. октобар 2014 18:30 | Ивештај | Поени: Елијаху 22 Скокови: Смит, Елијаху 6 Асистенције: Халперин 7 |         | Мурић 21 Мурић 7 Тепић 8 | Јерусалим Арена Јерусалим, Израел Гледаоци: 4.000 |  |

| 5. новембар 2014 17:00 | Извештај | Красни октјабр                                                | 61 : 59 | Партизан                                | Палата спортова Волгоград Волгоград, Русија Гледаоци: 3.024 |  |
| 5. новембар 2014 17:00 | Извештај | Четвртине: 15-12, 17-13, 15-16, 14-18                         |         |                                         | Палата спортова Волгоград Волгоград, Русија Гледаоци: 3.024 |  |
| 5. новембар 2014 17:00 | Извештај | Поени: Калпепер 13 Скокови: Травис 8 Асистенције: Понкрашов 4 |         | Милутинов 13 Милутинов 9 Тепић, Мурић 3 | Палата спортова Волгоград Волгоград, Русија Гледаоци: 3.024 |  |

| 12. новембар 2014 18:00 | Извештај | Партизан                                                       | 76 : 69 | Асесофт Плоешти              | Хала Пионир Београд, Србија Гледаоци: 5.000 |  |
| 12. новембар 2014 18:00 | Извештај | Четвртине: 25-23, 18-15, 11-20, 22-11                          |         |                              | Хала Пионир Београд, Србија Гледаоци: 5.000 |  |
| 12. новембар 2014 18:00 | Извештај | Поени: Маринковић 19 Скокови: Милутинов 9 Асистенције: Тепић 6 |         | Ли, Браун 13 Купер 7 Браун 6 | Хала Пионир Београд, Србија Гледаоци: 5.000 |  |

| 18. новембар 2014 20:45 | Извештај | Партизан                                                            | 76 : 85 | Лијетувос ритас                                        | Хала Пионир Београд, Србија Гледаоци: 5.800 |  |
| 18. новембар 2014 20:45 | Извештај | Четвртине: 16-18, 16-20, 26-26, 18-21                               |         |                                                        | Хала Пионир Београд, Србија Гледаоци: 5.800 |  |
| 18. новембар 2014 20:45 | Извештај | Поени: Мачван 22 Скокови: Мачван, Милутинов 7 Асистенције: Мачван 3 |         | Кавалијаускас 23 Кавалијаускас 7 Гецевичијус, Орелик 6 | Хала Пионир Београд, Србија Гледаоци: 5.800 |  |

| 26. новембар 2014 18:00 | Извештај | Банвит                                                        | 90 : 85 | Партизан                  | Спортска хала Кара Али Акар Бандирма, Турска Гледаоци: 2.800 |  |
| 26. новембар 2014 18:00 | Извештај | Четвртине: 24-25, 25-17, 20-23, 14-18, 7-2                    |         |                           | Спортска хала Кара Али Акар Бандирма, Турска Гледаоци: 2.800 |  |
| 26. новембар 2014 18:00 | Извештај | Поени: Драгичевић 20 Скокови: Роуленд 7 Асистенције: Мехија 6 |         | Тепић 21 Гагић 11 Гагић 6 | Спортска хала Кара Али Акар Бандирма, Турска Гледаоци: 2.800 |  |

| 3. децембар 2014 18:00 | Извештај | Партизан                                                  | 64 : 83 | Хапоел                 | Хала Пионир Београд, Србија Гледаоци: 6.000 |  |
| 3. децембар 2014 18:00 | Извештај | Четвртине: 14-15, 23-20, 16-27, 11-21                     |         |                        | Хала Пионир Београд, Србија Гледаоци: 6.000 |  |
| 3. децембар 2014 18:00 | Извештај | Поени: Мачван 26 Скокови: Мачван 12 Асистенције: Мачван 4 |         | Џоунс 16 Смит 6 Смит 6 | Хала Пионир Београд, Србија Гледаоци: 6.000 |  |

| 10. децембар 2014 18:00 | Извештај | Партизан                                                       | 84 : 70 | Красни октјабр                        | Хала Пионир Београд, Србија Гледаоци: 2.000 |  |
| 10. децембар 2014 18:00 | Извештај | Четвртине: 23-14, 18-26, 25-14, 18-14                          |         |                                       | Хала Пионир Београд, Србија Гледаоци: 2.000 |  |
| 10. децембар 2014 18:00 | Извештај | Поени: Милосављевић 17 Скокови: Мачван 12 Асистенције: Тепић 7 |         | Калпепер 14 Травис 7 Травис, Лигинс 3 | Хала Пионир Београд, Србија Гледаоци: 2.000 |  |

| 17. децембар 2014 18:30 | Извештај | Асесофт Плоешти                                       | 65 : 85 | Партизан                                  | Спортска хала Олимпија Плоешти, Румунија Гледаоци: 2.000 |  |
| 17. децембар 2014 18:30 | Извештај | Четвртине: 16-23, 16-20, 10-30, 23-12                 |         |                                           | Спортска хала Олимпија Плоешти, Румунија Гледаоци: 2.000 |  |
| 17. децембар 2014 18:30 | Извештај | Поени: Браун 14 Скокови: Купер 9 Асистенције: Браун 9 |         | Мачван 23 Мачван 8 Мачван, Милосављевић 6 | Спортска хала Олимпија Плоешти, Румунија Гледаоци: 2.000 |  |

#### Табела
|    | Екипа            | Игр. | Поб. | Изг. | П+  | П-  | П+/- | Тај-брек |
| -- | ---------------- | ---- | ---- | ---- | --- | --- | ---- | -------- |
| 1. | Лијетувос Ритас  | 10   | 8    | 2    | 840 | 774 | +66  |          |
| 2. | Банвит           | 10   | 6    | 4    | 788 | 768 | +20  | 1-1 (+3) |
| 3. | Красни Октјабр   | 10   | 6    | 4    | 759 | 765 | -6   | 1-1 (-3) |
| 4. | Асесофт Плоешти  | 10   | 5    | 5    | 814 | 833 | -19  |          |
| 5. | Партизан НИС     | 10   | 3    | 7    | 734 | 774 | -40  |          |
| 6. | Хапоел Јерусалим | 10   | 2    | 8    | 806 | 827 | -21  |          |

## Куп Радивоја Кораћа
Куп Радивоја Кораћа је 2015. године одржан по девети пут као национални кошаркашки куп Србије. Домаћин завршног турнира био је Ниш у периоду од 19. до 22. фебруара 2015, а сви мечеви су одиграни у Спортском центру Чаир.
Партизан је у четвртфиналу елиминисао Војводину Србијагас резултатом 81:54, након чега је у полуфиналу поражен од Црвене звезде резултатом 76:67.

#### Четвртфинале
| 19. 2. 2015. 21:00 | Извештај | Партизан НИС                                                                   | 81 : 54 | Војводина Србијагас                          | Спортски центар Чаир, Ниш Гледаоци: 4.400 Судије: Марко Јурас, Часлав Чукаловић, Владимир Весковић |  |
| 19. 2. 2015. 21:00 | Извештај | Четвртине: 17-11, 16-6, 32-19, 16-18                                           |         |                                              | Спортски центар Чаир, Ниш Гледаоци: 4.400 Судије: Марко Јурас, Часлав Чукаловић, Владимир Весковић |  |
| 19. 2. 2015. 21:00 | Извештај | Поени: Павловић 14 Скокови: Тепић, Милутинов, Мачван 7 Асистенције: Павловић 3 |         | Шешлија 9 Поповић 6 Новак, Поповић, Грубор 2 | Спортски центар Чаир, Ниш Гледаоци: 4.400 Судије: Марко Јурас, Часлав Чукаловић, Владимир Весковић |  |

#### Полуфинале
| 21. 2. 2015. 21:00 | Извештај | Партизан НИС                                                                     | 67 : 76 | Црвена звезда Телеком           | Спортски центар Чаир, Ниш Гледаоци: 4.500 Судије: Илија Белошевић, Миливоје Јовчић, Милија Војиновић |  |
| 21. 2. 2015. 21:00 | Извештај | Четвртине: 18-26, 16-17, 16-13, 17-20                                            |         |                                 | Спортски центар Чаир, Ниш Гледаоци: 4.500 Судије: Илија Белошевић, Миливоје Јовчић, Милија Војиновић |  |
| 21. 2. 2015. 21:00 | Извештај | Поени: Мачван 20 Скокови: Мурић, Милутинов, Мачван 5 Асистенције: Милосављевић 3 |         | Блажич 15 Митровић 7 Вилијамс 2 | Спортски центар Чаир, Ниш Гледаоци: 4.500 Судије: Илија Белошевић, Миливоје Јовчић, Милија Војиновић |  |

## Суперлига Србије
Партизан је регуларни део такмичења у Суперлиги Србије завршио на другом месту са 13 победа и једним поразом. У полуфиналу плејофа црно-бели су били бољи од Металца, док су у финалној серији поражени од Црвене звезде.

### Резултати
| 28. март 2015 20:00 | Извештај | Константин                                                           | 74 : 87 | Партизан НИС                       | Хала Чаир Ниш Гледаоци: 3.000 Судије: Драган Нешковић, Саша Маричић, Иван Стефановић |  |
| 28. март 2015 20:00 | Извештај | Четвртине: 18-16, 18-22, 11-18, 27-31                                |         |                                    | Хала Чаир Ниш Гледаоци: 3.000 Судије: Драган Нешковић, Саша Маричић, Иван Стефановић |  |
| 28. март 2015 20:00 | Извештај | Поени: Тасић 17 Скокови: Деспотовић, Бараћ 5 Асистенције: Стојачић 6 |         | Милутинов 17 Мачван 13 Милутинов 4 | Хала Чаир Ниш Гледаоци: 3.000 Судије: Драган Нешковић, Саша Маричић, Иван Стефановић |  |

| 4. април 2015 18:00 | Извештај | Партизан НИС                                            | 82 : 68 | Мега Лекс                      | Хала Пионир Београд Гледаоци: 0 Судије: Миливоје Јовчић, Марко Јурас, Урош Николић |  |
| 4. април 2015 18:00 | Извештај | Четвртине: 26-20, 19-16, 22-12, 15-20                   |         |                                | Хала Пионир Београд Гледаоци: 0 Судије: Миливоје Јовчић, Марко Јурас, Урош Николић |  |
| 4. април 2015 18:00 | Извештај | Поени: Мачван 17 Скокови: Мачван 9 Асистенције: Тепић 8 |         | Миљеновић 15 Мусли 8 Загорац 5 | Хала Пионир Београд Гледаоци: 0 Судије: Миливоје Јовчић, Марко Јурас, Урош Николић |  |

| 6. мај 2015 18:00 | Извештај | ФМП                                                     | 56 : 61 | Партизан НИС                                    | Дворана Железник Београд Гледаоци: 300 Судије: Миливоје Јовчић, Милија Војиновић, Александар Глишић |  |
| 6. мај 2015 18:00 | Извештај | Четвртине: 13-20, 19-15, 13-17, 11-9                    |         |                                                 | Дворана Железник Београд Гледаоци: 300 Судије: Миливоје Јовчић, Милија Војиновић, Александар Глишић |  |
| 6. мај 2015 18:00 | Извештај | Поени: Човић 11 Скокови: Мићовић 8 Асистенције: Човић 3 |         | Милутинов 16 Мачван, Милутинов 8 Милосављевић 5 | Дворана Железник Београд Гледаоци: 300 Судије: Миливоје Јовчић, Милија Војиновић, Александар Глишић |  |

| 9. мај 2015 21:00 | Извештај | Партизан НИС                                             | 82 : 61 | Металац Фармаком                              | Хала Пионир, Београд Гледаоци: 2,000 Судије: Марко Јурас, Милан Мажић, Владимир Весковић |  |
| 9. мај 2015 21:00 | Извештај | Четвртине: 23-17, 25-19, 16-19, 18-6                     |         |                                               | Хала Пионир, Београд Гледаоци: 2,000 Судије: Марко Јурас, Милан Мажић, Владимир Весковић |  |
| 9. мај 2015 21:00 | Извештај | Поени: Мурић 21 Скокови: Мачван 12 Асистенције: Мачван 5 |         | Малешевић 14 Тодоровић 7 Малешевић, Љубичић 4 | Хала Пионир, Београд Гледаоци: 2,000 Судије: Марко Јурас, Милан Мажић, Владимир Весковић |  |

| 11. мај 2015 18:00 | Извештај | Војводина Србијагас                                                         | 61 : 79 | Партизан НИС                                                  | СПЕНС, Нови Сад Гледаоци: 1,200 Судије: Илија Белошевић, Бранислав Мрдак, Немања Нинковић |  |
| 11. мај 2015 18:00 | Извештај | Четвртине: 14-27, 23-18, 10-16, 14-18                                       |         |                                                               | СПЕНС, Нови Сад Гледаоци: 1,200 Судије: Илија Белошевић, Бранислав Мрдак, Немања Нинковић |  |
| 11. мај 2015 18:00 | Извештај | Поени: Поповић 11 Скокови: Шешлија 7 Асистенције: Поповић, Новак, Радоњић 2 |         | Милосављевић 15 Мачван, Милутинов 6 Дало, Мачван, Милутинов 3 | СПЕНС, Нови Сад Гледаоци: 1,200 Судије: Илија Белошевић, Бранислав Мрдак, Немања Нинковић |  |

| 14. мај 2015 19:30 | Извештај | Партизан НИС                                           | 97 : 70 | Тамиш                                                   | Хала Пионир, Београд Гледаоци: 1,300 Судије: Владимир Јевтовић, Владимир Весковић, Душко Седлар |  |
| 14. мај 2015 19:30 | Извештај | Четвртине: 19-19, 28-16, 25-23, 25-12                  |         |                                                         | Хала Пионир, Београд Гледаоци: 1,300 Судије: Владимир Јевтовић, Владимир Весковић, Душко Седлар |  |
| 14. мај 2015 19:30 | Извештај | Поени: Андрић 15 Скокови: Ђумић 7 Асистенције: Тепић 5 |         | Крушчић 17 четири играча 3 Крушчић, Вујовић, Ђорђевић 3 | Хала Пионир, Београд Гледаоци: 1,300 Судије: Владимир Јевтовић, Владимир Весковић, Душко Седлар |  |

| 17. мај 2015 21:00 | Извештај | Црвена звезда Телеком                                                 | 92 : 76 | Партизан НИС                                                  | Хала Пионир, Београд Гледаоци: 3,912 Судије: Миливоје Јовичић, Милија Војиновић, Александар Глишић |  |
| 17. мај 2015 21:00 | Извештај | Четвртине: 26-16, 21-23, 20-17, 25-20                                 |         |                                                               | Хала Пионир, Београд Гледаоци: 3,912 Судије: Миливоје Јовичић, Милија Војиновић, Александар Глишић |  |
| 17. мај 2015 21:00 | Извештај | Поени: Калинић 22 Скокови: Митровић 6 Асистенције: Калинић, Џенкинс 4 |         | Мачван 25 Мачван, Милутинов 6 Милосављевић, Милутинов, Дало 3 | Хала Пионир, Београд Гледаоци: 3,912 Судије: Миливоје Јовичић, Милија Војиновић, Александар Глишић |  |

| 19. мај 2015 19:30 | Извештај | Партизан НИС                                                  | 89 : 80 | Константин                        | Хала Пионир, Београд Гледаоци: 800 Судије: Бранислав Мрдак, Радош Арсенијевић, Душко Седлар |  |
| 19. мај 2015 19:30 | Извештај | Четвртине: 25-14, 27-25, 22-25, 15-16                         |         |                                   | Хала Пионир, Београд Гледаоци: 800 Судије: Бранислав Мрдак, Радош Арсенијевић, Душко Седлар |  |
| 19. мај 2015 19:30 | Извештај | Поени: Милутинов 16 Скокови: Милутинов 8 Асистенције: Тепић 5 |         | Ђорђевић 13 Стојачић 6 Стојачић 5 | Хала Пионир, Београд Гледаоци: 800 Судије: Бранислав Мрдак, Радош Арсенијевић, Душко Седлар |  |

| 23. мај 2015 17:45 | Извештај | Мега Лекс                                                  | 95 : 96 | Партизан НИС                     | СЦ Пинки, Сремска Митровица Гледаоци: 1,000 Судије: Миливоје Јовичић, Марко Јурас, Урош Николић |  |
| 23. мај 2015 17:45 | Извештај | Четвртине: 19-16, 23-18, 24-27, 19-24, 10-11               |         |                                  | СЦ Пинки, Сремска Митровица Гледаоци: 1,000 Судије: Миливоје Јовичић, Марко Јурас, Урош Николић |  |
| 23. мај 2015 17:45 | Извештај | Поени: Јокић 33 Скокови: Јокић 12 Асистенције: Миљеновић 7 |         | Павловић 23 Милутинов 20 Тепић 5 | СЦ Пинки, Сремска Митровица Гледаоци: 1,000 Судије: Миливоје Јовичић, Марко Јурас, Урош Николић |  |

| 25. мај 2015 19:30 | Извештај | Партизан НИС                          | 81 : 67 | ФМП                        | Хала Пионир, Београд Гледаоци: 1,000 Судије: Саша Маричић, Немања Нинковић, Иван Стефановић |  |
| 25. мај 2015 19:30 | Извештај | Четвртине: 23-14, 19-24, 23-18, 16-11 |         |                            | Хала Пионир, Београд Гледаоци: 1,000 Судије: Саша Маричић, Немања Нинковић, Иван Стефановић |  |
| 25. мај 2015 19:30 | Извештај | Поени: Мурић 17 Скокови: Милутинов 11 |         | Човић 17 Добрић 6 Човић 10 | Хала Пионир, Београд Гледаоци: 1,000 Судије: Саша Маричић, Немања Нинковић, Иван Стефановић |  |

| 27. мај 2015 18:00 | Извештај | Металац Фармаком                                             | 62 : 80 | Партизан НИС                  | Хала спортова, Ваљево Гледаоци: 1,500 Судије: Миливоје Јовичић, Драган Нешковић, Урош Николић |  |
| 27. мај 2015 18:00 | Извештај | Четвртине: 10-'24, 13-22, 23-17, 16-17                       |         |                               | Хала спортова, Ваљево Гледаоци: 1,500 Судије: Миливоје Јовичић, Драган Нешковић, Урош Николић |  |
| 27. мај 2015 18:00 | Извештај | Поени: Љубичић 10 Скокови: Јеремић 5 Асистенције: Оташевић 3 |         | Андрић 14 Милутинов 14 Дало 5 | Хала спортова, Ваљево Гледаоци: 1,500 Судије: Миливоје Јовичић, Драган Нешковић, Урош Николић |  |

| 30. мај 2015 18:00 | Извештај | Партизан НИС                                                          | 85 : 57 | Војводина Србијагас          | Хала Пионир, Београд Гледаоци: 1,500 Судије: Саша Маричић, Урош Обркнежевић, Владимир Весковић |  |
| 30. мај 2015 18:00 | Извештај | Четвртине: 21-5, 26-16, 18-22, 20-14                                  |         |                              | Хала Пионир, Београд Гледаоци: 1,500 Судије: Саша Маричић, Урош Обркнежевић, Владимир Весковић |  |
| 30. мај 2015 18:00 | Извештај | Поени: Маринковић 21 Скокови: Милутинов 7 Асистенције: Дало, Мачван 4 |         | Поповић 10 Шешлија 7 Новак 3 | Хала Пионир, Београд Гледаоци: 1,500 Судије: Саша Маричић, Урош Обркнежевић, Владимир Весковић |  |

| 2. јун 2015 19:30 | Извештај | Тамиш                                                                       | 50 : 82 | Партизан НИС                            | Спортска хала Стрелиште, Панчево Гледаоци: 1,500 Судије: Бранислав Мрдак, Радош Арсенијевић, Предраг Миловановић |  |
| 2. јун 2015 19:30 | Извештај | Четвртине: 12-17, 13-24, 10-22, 15-19                                       |         |                                         | Спортска хала Стрелиште, Панчево Гледаоци: 1,500 Судије: Бранислав Мрдак, Радош Арсенијевић, Предраг Миловановић |  |
| 2. јун 2015 19:30 | Извештај | Поени: Ивановић 12 Скокови: Ивановић, Милошевић 3 Асистенције: Манојловић 2 |         | Безбрадица 14 Маринковић, Дало 8 Дало 4 | Спортска хала Стрелиште, Панчево Гледаоци: 1,500 Судије: Бранислав Мрдак, Радош Арсенијевић, Предраг Миловановић |  |

| 4. јун 2015 21:00 | Извештај | Партизан НИС                                                             | 92 : 82 | Црвена звезда Телеком                 | Гледаоци: 3,000 Судије: Илија Белошевић, Миливоје Јовичић, Урош Николић |  |
| 4. јун 2015 21:00 | Извештај | Четвртине: 30-19, 23-22, 19-21, 20-20                                    |         |                                       | Гледаоци: 3,000 Судије: Илија Белошевић, Миливоје Јовичић, Урош Николић |  |
| 4. јун 2015 21:00 | Извештај | Поени: Павловић 20 Скокови: Мурић, Мачван 9 Асистенције: Мачван, Тепић 6 |         | Марјановић 20 Марјановић 10 Џенкинс 5 | Гледаоци: 3,000 Судије: Илија Белошевић, Миливоје Јовичић, Урош Николић |  |

### Табела
|   | Тим                   | Игр. | Поб. | Изг. | П+   | П-   | П+/- | Бод |
| - | --------------------- | ---- | ---- | ---- | ---- | ---- | ---- | --- |
| 1 | Црвена звезда Телеком | 14   | 13   | 1    | 1233 | 995  | +238 | 27  |
| 2 | Партизан НИС          | 14   | 13   | 1    | 1169 | 975  | +194 | 27  |
| 3 | Металац Фармаком      | 14   | 8    | 6    | 1080 | 1013 | +67  | 22  |
| 4 | Мега Лекс             | 14   | 7    | 7    | 1207 | 1142 | +65  | 21  |
| 5 | Војводина Србијагас   | 14   | 6    | 8    | 1016 | 1104 | -88  | 20  |
| 6 | ФМП                   | 14   | 4    | 10   | 1078 | 1110 | -32  | 18  |
| 7 | Константин            | 14   | 4    | 10   | 1029 | 1187 | -158 | 18  |
| 8 | Тамиш                 | 14   | 1    | 13   | 881  | 1167 | -286 | 15  |

Легенда:

### Разигравање за титулу

#### Полуфинале
| 7. 6. 2015. 20:00 | Извештај | Партизан НИС                                                | 86 : 66 | Металац Фармаком                       | Хала Пионир, Београд Гледаоци: 2.000 Судије: Милија Војиновић, Урош Николић, Иван Стефановић |  |
| 7. 6. 2015. 20:00 | Извештај | Четвртине: 31-20, 15-8, 22-15, 18-23                        |         |                                        | Хала Пионир, Београд Гледаоци: 2.000 Судије: Милија Војиновић, Урош Николић, Иван Стефановић |  |
| 7. 6. 2015. 20:00 | Извештај | Поени: Андрић 19 Скокови: Милутинов 10 Асистенције: Тепић 4 |         | Малешевић 19 Малешевић 8 Мајсторовић 4 | Хала Пионир, Београд Гледаоци: 2.000 Судије: Милија Војиновић, Урош Николић, Иван Стефановић |  |

| 9. 6. 2015. 18:00 | Извештај | Металац Фармаком                                                   | 69 : 73 | Партизан НИС                                | Хала спортова, Ваљево Гледаоци: 500 Судије: Драган Нешковић, Саша Маричић, Марко Јурас |  |
| 9. 6. 2015. 18:00 | Извештај | Четвртине: 16-19, 16-15, 14-19, 23-20                              |         |                                             | Хала спортова, Ваљево Гледаоци: 500 Судије: Драган Нешковић, Саша Маричић, Марко Јурас |  |
| 9. 6. 2015. 18:00 | Извештај | Поени: Мајсторовић 20 Скокови: Малешевић 8 Асистенције: 3 играча 3 |         | Милосављевић 17 Милутинов 10 Милосављевић 6 | Хала спортова, Ваљево Гледаоци: 500 Судије: Драган Нешковић, Саша Маричић, Марко Јурас |  |

#### Финале
| 12. 6. 2015. 21:00 | Извештај | Црвена звезда Телеком                                        | 78 : 64 | Партизан НИС                      | Хала Пионир, Београд Гледаоци: 5.589 Судије: Илија Белошевић, Миливоје Јовчић, Урош Николић |  |
| 12. 6. 2015. 21:00 | Извештај | Четвртине: 17-19, 18-15, 19-10, 24-20                        |         |                                   | Хала Пионир, Београд Гледаоци: 5.589 Судије: Илија Белошевић, Миливоје Јовчић, Урош Николић |  |
| 12. 6. 2015. 21:00 | Извештај | Поени: Цирбес 17 Скокови: Митровић 8 Асистенције: Вилијамс 8 |         | Мачван 24 Мачван 14 Дало, Тепић 3 | Хала Пионир, Београд Гледаоци: 5.589 Судије: Илија Белошевић, Миливоје Јовчић, Урош Николић |  |

| 15. 6. 2015. 21:00 | Извештај | Партизан НИС                                                   | 69 : 72 | Црвена звезда Телеком           | Хала Пионир, Београд Гледаоци: 4.500 Судије: Илија Белошевић, Милија Војиновић, Владимир Јевтовић |  |
| 15. 6. 2015. 21:00 | Извештај | Четвртине: 17-19, 19-21, 15-18, 18-14                          |         |                                 | Хала Пионир, Београд Гледаоци: 4.500 Судије: Илија Белошевић, Милија Војиновић, Владимир Јевтовић |  |
| 15. 6. 2015. 21:00 | Извештај | Поени: Мачван 14 Скокови: Мачван 11 Асистенције: Милутиновић 4 |         | Џенкинс 18 Калинић 9 Вилијамс 6 | Хала Пионир, Београд Гледаоци: 4.500 Судије: Илија Белошевић, Милија Војиновић, Владимир Јевтовић |  |

| 18. 6. 2015. 21:00 | Извештај | Црвена звезда Телеком                                                | 58 : 54 | Партизан НИС                      | Хала Пионир, Београд Гледаоци: 6.248 Судије: Милија Војиновић, Драган Нешковић, Урош Николић |  |
| 18. 6. 2015. 21:00 | Извештај | Четвртине: 18-17, 10-20, 18-7, 12-10                                 |         |                                   | Хала Пионир, Београд Гледаоци: 6.248 Судије: Милија Војиновић, Драган Нешковић, Урош Николић |  |
| 18. 6. 2015. 21:00 | Извештај | Поени: Лазић, Митровић 13 Скокови: Цирбес 11 Асистенције: Вилијамс 5 |         | Милутинов 17 Мачван 10 Павловић 4 | Хала Пионир, Београд Гледаоци: 6.248 Судије: Милија Војиновић, Драган Нешковић, Урош Николић |  |

## Појединачне награде
Еврокуп
Најкориснији играч кола
- Милан Мачван – (10. коло, индекс 34)[18]

Јадранска лига
Идеална петорка сезоне
- Александар Павловић[19]
- Милан Мачван[19]

Најкориснији играч месеца
- Милан Мачван – јануар 2015.[20]

Најкориснији играч кола
- Милан Мачван – (17. коло, индекс 30)[21]

Суперлига Србије
Најкориснији играч кола
- Никола Милутинов – (1. коло, индекс 36)[22]
- Милан Мачван – (2. коло, индекс 25)[23]